# La Liga 1943-1944
Statisticile pentru sezonul La Liga 1943-1944.

La acest sezon au participat următoarele cluburi:
| - Athletic Bilbao - Athletic Aviación de Madrid - FC Barcelona - CD Castellón - Celta de Vigo - Deportivo La Coruña - RCD Espanyol |  | - Granada CF - Real Madrid C.F. - Real Oviedo - Real Sociedad - CE Sabadell FC - Sevilla FC - Valencia CF |

## Clasament
| Poziție | Club                        | Meciuri jucate | V  | E | Î  | GÎ | GP | Puncte | A   | Comentarii                       |
| ------- | --------------------------- | -------------- | -- | - | -- | -- | -- | ------ | --- | -------------------------------- |
| 1       | Valencia CF                 | 26             | 18 | 4 | 4  | 73 | 32 | 40     | 41  | Champion of La Liga              |
| 2       | Athletic Aviación de Madrid | 26             | 15 | 4 | 7  | 66 | 49 | 34     | 17  |                                  |
| 3       | Sevilla FC                  | 26             | 12 | 8 | 6  | 60 | 46 | 32     | 14  |                                  |
| 4       | Real Oviedo                 | 26             | 12 | 5 | 9  | 71 | 47 | 29     | 24  |                                  |
| 5       | CD Castellón                | 26             | 13 | 3 | 10 | 42 | 36 | 29     | 6   |                                  |
| 6       | FC Barcelona                | 26             | 10 | 8 | 8  | 59 | 46 | 28     | 13  |                                  |
| 7       | Real Madrid C.F.            | 26             | 11 | 6 | 9  | 48 | 38 | 28     | 10  |                                  |
| 8       | Granada CF                  | 26             | 9  | 8 | 9  | 41 | 46 | 26     | -5  |                                  |
| 9       | CE Sabadell FC              | 26             | 11 | 3 | 12 | 53 | 60 | 25     | -7  |                                  |
| 10      | Athletic Bilbao             | 26             | 10 | 5 | 11 | 47 | 51 | 25     | -4  |                                  |
| 11      | RCD Espanyol                | 26             | 9  | 5 | 12 | 42 | 50 | 23     | -8  |                                  |
| 12      | Deportivo La Coruña         | 26             | 6  | 7 | 13 | 35 | 64 | 19     | -29 |                                  |
| 13      | Real Sociedad               | 26             | 5  | 7 | 14 | 34 | 54 | 17     | -20 | Retrogradare în Segunda División |
| 14      | Celta de Vigo               | 26             | 2  | 5 | 19 | 23 | 75 | 9      | -52 | Retrogradare în Segunda División |